# Памятник казаку Мамаю (Киев)
Памятник казаку Мамаю (укр.  Пам'ятник козаку Мамаю) — монумент, воздвигнутый в честь казака Мамая, одного из самых популярных в украинской культуре образов казака-рыцаря, который считается олицетворением украинского народа в целом. Памятник находится в центре города Киев на Майдане Незалежности.
Монумент был установлен в 2001 году в канун православного праздника Покрова Богородицы.

## Описание
Авторами памятника мифическому казаку стали известные скульпторы Николай и Валентин Зноба.
Казак Мамай изображен с бандурой в руках. Героя народных легенд всегда украшала сабля, длинный чуб на выбритой голове и усы, а позади стоит его верный конь.